# NGC 5243
NGC 5243 est une galaxie spirale située dans la constellation des Chiens de chasse. Sa vitesse par rapport au fond diffus cosmologique est de 4 410 ± 30 km/s, ce qui correspond à une distance de Hubble de 65,1 ± 4,6 Mpc (∼212 millions d'al). NGC 5243 a été découverte par l'astronome germano-britannique William Herschel en 1787.
NGC 5243 présente une large raie HI et c'est une galaxie du champ, c'est-à-dire qu'elle n'appartient pas à un amas ou un groupe et qu'elle est donc gravitationnellement isolée.
À ce jour, une mesure non basée sur le décalage vers le rouge (redshift) donne une distance d'environ 48,700 Mpc (∼159 millions d'al). Cette valeur est nettement à l'extérieur des valeurs de la distance de Hubble. Notons cependant que c'est avec la valeur moyenne des mesures indépendantes, lorsqu'elles existent, que la base de données NASA/IPAC calcule le diamètre d'une galaxie et qu'en conséquence le diamètre de NGC 5243 pourrait être d'environ 28,6 kpc (∼93 300 al) si on utilisait la distance de Hubble pour le calculer.